# Vaughn Leland
Vaughn Leland is een personage uit de Amerikaanse soapserie Dallas. De rol werd vertolkt door Dennis Patrick. Het personage werd geïntroduceerd in de tweede aflevering van het derde seizoen op 28 september 1979. Hij speelde in enkele afleveringen mee tot aan het einde van het seizoen. Hij maakte zijn rentree voor vijf afleveringen in het vijfde seizoen en keerde dan drie jaar later terug voor het zevende seizoen. Zijn laatste optreden was in de tweede aflevering van het achtste seizoen.

## Personagebeschrijving
Vaughn Leland is een bankier die veel zaken doet met Ewing Oil. Voor een deal in Zuidoost-Azië heeft J.R. Ewing veel geld nodig. Vaughn zorgt voor de nodige fondsen. Er zijn nog oliebaronnen die aan de lucratieve deal willen deelnemen maar J.R. wil niet delen tot hij ontdekt dat er een revolutie op til is waardoor de contracten waardeloos worden. Hij besluit om 75% te verkopen. Niet alleen leden van het kartel kopen zich in, ook Vaughn Leland stort een aanzienlijk bedrag. Na de revolutie is iedereen al zijn geld kwijt en gaat Vaughn failliet en zijn vrouw verlaat hem. Iedereen verdenkt J.R. ervan op de hoogte geweest te zijn, anders zou hij niet verkopen aangezien hij dit eerst niet wou. Vaughn verdwijnt een tijd en is ook niet aanwezig enkele maanden later als J.R. voor een contrarevolutie zorgt en iedereen zijn geld weer terugkrijgt.
Eind 1981 koopt J.R. koopt veel olie op om Clayton Farlow dwars te zitten omdat Sue Ellen bij hem woont. De Cattleman's bank wil hem pas 200 miljoen lenen na een akkoord van Vaughn Leland die nu in Houston voor een grote bank werkt. J.R. denkt dat Vaughn hem zal tegenwerken en schakelt Afton Cooper in als gezelschapsdame van Vaughn. Afton is echter allesbehalve aangetrokken tot Vaughn. Via een oliekenner ontdekt hij dat de prijs van de olie binnen de maand drastisch zal dalen en dat hij een hele tijd niet zal stijgen. Vaughn denkt J.R. in de tang te hebben. Afton vertelt aan Cliff Barnes dat Vaughn haar gezegd heeft dat de olieprijs zal dalen. Ze nodigt hem uit bij haar thuis en Vaughn vindt dit al vreemd omdat hij weet dat ze hem niet zo graag had en als hij Cliff ziet wordt hij helemaal wantrouwig, maar Cliff heeft een voorstel dat het kartel de lening overneemt en dat Ewing deze moet aflossen tegen een grote intrest. Vaughn is direct voor het idee te vinden en J.R staat onder druk en dreigt Ewing Oil te verliezen. Zodra Miss Ellie lucht krijgt van de hele operatie gaat ze naar Farlow om de olie te verkopen zodat de verliezen beperkt zijn. Ze roept iedereen samen om te zeggen dat hun plannetje mislukt is en dat ze zich moesten schamen als oude vrienden van Jock om J.R. zo een hak te zetten.